# Soldat Suhren
Soldat Suhren ist ein Roman von Georg von der Vring, der um 1924 entstand und 1927 veröffentlicht wurde. Er behandelt die Erlebnisse eines Soldaten im Ersten Weltkrieg und gilt als erster deutscher Weltkriegsroman, der im Stile von Im Westen nichts Neues die Sinnlosigkeit des Krieges vor Augen führen will.

## Inhalt
Suhren wird gegen seinen Willen zum Krieg eingezogen. Er versucht vergeblich, sich dem durch das Simulieren einer Krankheit zu entziehen. Suhren beschließt daraufhin, „ein brauchbarer Soldat zu werden“, kann sich aber zu keiner Kriegsbegeisterung durchringen. Der größte Teil des Romans beschreibt kritisch und ironisch den Drill in der Vorbereitung des Fronteinsatzes, das Exerzieren und die militärischen Übungen der Ausbildungszeit. Suhren verbringt jede freie Minute damit, Briefe an seine Braut Lisa sowie Gedichte zu schreiben.
Erst gegen Ende des Romans kommt Suhren an die Front nach Wolhynien in Russland. Zunächst werden Straßen gebaut und Gräben ausgehoben, dann kommt Suhren in ein Gefecht. Er gibt drei Schüsse ab und tötet (vermutlich) einen Feind, bevor er selbst eine Schussverwundung am Arm erleidet. Mit diesem „Heimatschuss“ ist der Krieg für Suhren bereits wieder vorbei.

## Stil
Der Stil des Romans ist eher lyrisch und oft ironisch. Es sind zahlreiche Gedichte eingestreut. Damit unterscheidet sich die Erzählweise deutlich von den betont realistischen Schilderungen in Weltkriegsromanen anderer deutscher Kriegsteilnehmer wie Ernst Jünger, Edlef Köppen oder Erich Maria Remarque. Gewisse Parallelen lassen sich zu Jaroslav Hašeks Roman Der brave Soldat Schwejk ziehen.

## Rezeption
Von der Vring hatte zunächst Mühe, für den bereits 1924 fertiggestellten Roman einen Verleger zu finden. Er erhielt siebzehn Absagen. Der Roman wurde aber ein beachtlicher Erfolg mit ca. 30.000 verkauften Exemplaren und machte Georg von der Vring praktisch über Nacht als Schriftsteller bekannt.
Das Werk erhielt überwiegend positive Kritiken, unter anderem von Thomas Mann im Berliner Tageblatt. Während manche Kritiken bemängelten, von der Vring liefere nur „lyrische Marginalien“ zum Krieg, nannte eine andere Besprechung das Werk eine „flammende Anklageschrift gegen den Krieg“. Es gab auch polemische Stimmen, die das Werk als einen den deutschen Frontsoldaten verunglimpfenden Tendenzroman einordneten. Für Hans-Jürgen Fröhlich (1989) gehört es „zu den überzeugendsten Büchern gegen den Krieg und zugleich zu den künstlerisch gelungensten der zwanziger Jahre.“